# Мендон (Огайо)
Мендон (англ. Mendon) — селище (англ. village) в США, в окрузі Мерсер штату Огайо. Населення — 628 осіб (2020).

## Географія
Мендон розташований за координатами 40°40′22″ пн. ш. 84°31′4″ зх. д. / 40.67278° пн. ш. 84.51778° зх. д. (40.672727, -84.517895).  За даними Бюро перепису населення США в 2010 році селище мало площу 1,46 км², з яких 1,44 км² — суходіл та 0,03 км² — водойми.

## Демографія
Згідно з переписом 2010 року, у селищі мешкали 662 особи в 255 домогосподарствах у складі 182 родин. Густота населення становила 452 особи/км².  Було 288 помешкань (197/км²).
Расовий склад населення:
| - 97,1 % — білих - 0,9 % — корінних американців - 0,3 % — вихідців з тихоокеанських островів - 0,3 % — чорних або афроамериканців |

До двох чи більше рас належало 1,4 %. Частка іспаномовних становила 1,7 % від усіх жителів.
За віковим діапазоном населення розподілялося таким чином: 25,2 % — особи молодші 18 років, 62,3 % — особи у віці 18—64 років, 12,5 % — особи у віці 65 років та старші. Медіана віку мешканця становила 38,3 року. На 100 осіб жіночої статі у селищі припадало 100,0 чоловіків;  на 100 жінок у віці від 18 років та старших — 97,2 чоловіків також старших 18 років.
Середній дохід на одне домашнє господарство  становив 41 652 долари США (медіана — 37 083), а середній дохід на одну сім'ю — 45 289 доларів (медіана — 45 125). За межею бідності перебувало 26,2 % осіб, у тому числі 46,3 % дітей у віці до 18 років та 8,2 % осіб у віці 65 років та старших.
Цивільне працевлаштоване населення становило 250 осіб. Основні галузі зайнятості: виробництво — 42,4 %, освіта, охорона здоров'я та соціальна допомога — 12,4 %, роздрібна торгівля — 10,0 %.